# Valore futuro
Il valore futuro è il valore di un cespite disponibile in un determinato momento ad una data specifica futura. Esso misura il valore futuro nominale di una certa somma di denaro disponibile in un determinato momento, dato un tasso di interesse, o più in generale, un tasso di rendimento. Il valore futuro è dato dal valore attuale di una somma di denaro moltiplicato per la funzione di capitalizzazione. Questo valore non tiene conto dell'inflazione o di altri fattori che influenzano il reale valore del denaro nel futuro.

## Interesse semplice
Per determinare il valore futuro usando il modello di capitalizzazione lineare:
{\textstyle V(t+\tau )=V(t)\cdot (1+i\tau )}
dove {\displaystyle V(t)} rappresenta il valore attuale della somma di denaro al tempo {\displaystyle t}, {\displaystyle V(t+\tau )} è il valore futuro della somma di denaro disponibile in {\displaystyle t} dopo {\displaystyle \tau } periodi e {\displaystyle i} rappresenta il tasso di interesse semplice espresso nella stessa unità di misura dei periodi {\displaystyle \tau } (es. se {\displaystyle i} è il tasso di interesse nominale annuale, i periodi di tempo trascorsi devono essere espressi in anni o frazioni di anni).

## Interesse composto
Per determinare il valore futuro usando il modello di capitalizzazione esponenziale:
{\textstyle V(t+\tau )=V(t)\cdot (1+i)^{\tau }}
dove {\displaystyle V(t)} rappresenta il valore attuale della somma di denaro al tempo {\displaystyle t}, {\displaystyle V(t+\tau )} è il valore futuro della somma di denaro disponibile in {\displaystyle t} dopo {\displaystyle \tau } periodi e {\displaystyle i} rappresenta il tasso di interesse per quel periodo espresso nella stessa unità di misura dei periodi {\displaystyle \tau }. Dalla relazione precedente si evince che il valore futuro aumenta esponenzialmente col tempo quando il tasso di interesse {\displaystyle i} è positivo.